# エリック・スタージェス
エリック・ウィリアム・スタージェス（Eric William Sturgess, 1920年5月10日 - 2004年1月14日）は、南アフリカ・ヨハネスブルグ出身の男子テニス選手。第2次世界大戦終戦直後の時代に活動し、南アフリカ出身のテニス選手として史上2人目の4大大会シングルス決勝進出者になり、男子シングルスで総計3度の準優勝を記録した名選手である。男子ダブルスでは1947年の全仏選手権で1勝、混合ダブルスでは4つの優勝があり、1949年に4大大会混合ダブルス3連勝を達成した。彼は比較的小柄な体格であったため、ショットのパワーに頼らず、グラウンド・ストロークを正確にコントロールし、決断力に富むテニスを持ち味とした。テニス経歴に入る前はクリケット選手としての活動もあった。

## 来歴
スタージェスは広告業者の息子として生まれ、彼のおじはクリケット選手のJ・T・ハーンであった。少年時代は会計士を志し、1939年に初めて南アフリカテニス選手権のシングルス優勝者となったが、第2次世界大戦の勃発により南アフリカ空軍に入隊する。空軍の仕事でイタリアにいた時、彼の操縦していた飛行機が撃墜され、ドイツの東方にあった「ドイツ第3空軍収容所」（Stalag Luft III：映画『大脱走』の舞台となった場所、現在はポーランド・ジャガン領）に入れられた。多くの囚人たちが「大脱走」を実行した時、スタージェス自身はドイツ・ルッケンワルデの収容所に移され、ドイツ軍の撤退から2ヶ月後になって、ようやく自由の身になる。南アフリカに帰国した後、彼は戦争前に学んでいた会計士の勉強を断念し、ヨハネスブルグ市内でスポーツ・ショップを経営し始めた。戦時中の命拾いを経て、スタージェスは1947年から1952年までテニスの国際舞台で活躍した。
1947年全仏選手権で、スタージェスは男子シングルス・男子ダブルス・混合ダブルスの3部門すべてに決勝進出を果たし、男子ダブルスと混合ダブルスの2部門で優勝した。ダブルスのパートナーは、男子ダブルスはユースタス・ファニン、混合ダブルスはシーラ・サマーズで、2人とも同じ南アフリカの選手であった。男子シングルス決勝では、スタージェスはハンガリーのヨージェフ・アシュボードに 6-8, 5-7, 4-6 で敗れ、最初のチャンスを逃した。（優勝したアシュボードは、今なおハンガリーの男子テニス選手として唯一の4大大会シングルス優勝者である。）同年のウィンブルドン選手権では、スタージェスはシングルス1回戦で第3シードのトム・ブラウン（アメリカ）に当たってしまい、初戦敗退に終わっている。1948年は全米選手権で決勝進出を記録したが、ここではアメリカの人気選手パンチョ・ゴンザレスに 2-6, 3-6, 12-14 で敗れた。南アフリカのテニス選手として最初の4大大会シングルス決勝進出者になった人は、1921年ウィンブルドン選手権準優勝者のブライアン・ノートン（1899年 - 1956年）であるが、スタージェスは全仏選手権と全米選手権で最初のシングルス決勝進出者になった。
1949年、スタージェスはダブルスでさらに目覚ましい成績を挙げ、全仏選手権・ウィンブルドン選手権・全米選手権で混合ダブルス3連勝を達成した。パートナーは、全仏選手権とウィンブルドン選手権はシーラ・サマーズで、全米選手権では初めてルイーズ・ブラフと組んだ。全仏選手権では、男子ダブルスでも2年ぶり2度目の決勝に進出するが、スタージェスとユースタス・ファニン（2年前と同じ）はアメリカペアのパンチョ・ゴンザレス＆フランク・パーカー組に敗れ、2度目の優勝を逃した。ウィンブルドンでは初めてシングルスのベスト4に入り、準決勝でテッド・シュローダーに敗れた。パーカーには全仏選手権で1948年・1949年の2年連続準決勝敗退を喫している。この2年間にスタージェスを苦しめたゴンザレスとパーカーは、2人とも1949年の終わりに「プロテニス選手」に転向した。
1950年は、彼のキャリアで唯一の全豪選手権出場があり、シングルスはベスト4、男子ダブルスと混合ダブルスは準優勝の成績であった。シングルス準決勝でフランク・セッジマンに敗れたスタージェスは、ヤロスラフ・ドロブニーと組んだ男子ダブルスと、地元オーストラリア選手のジョイス・フィッチと組んだ混合ダブルスの2部門で優勝を逃した。この年は全仏選手権男子ダブルス準優勝（ドロブニーと）、ウィンブルドン選手権混合ダブルス優勝（ルイーズ・ブラフと）がある。1950年から1951年にかけて、スタージェスは男子ダブルスでドロブニーとペアを組むことが多かった。
1951年全仏選手権で、スタージェスに3度目のチャンスが訪れた時、対戦相手はダブルス・パートナーのドロブニーであった。ドロブニーも全仏選手権やウィンブルドン選手権の決勝で何度も辛酸をなめてきた人で、全仏選手権では1946年・1948年・1950年と3度の準優勝を経験していた。この全仏決勝ではドロブニーが宿願を果たし、スタージェスはドロブニーに 3-6, 3-6, 3-6 のストレートで完敗した。南アフリカから初めて4大大会シングルス決勝戦に進んだエリック・スタージェスは、3度とも優勝のチャンスをものにすることができなかった。それから、彼は1951年と1952年の2年連続でウィンブルドン選手権の男子ダブルス決勝を戦った。1951年のパートナーはドロブニーで、1952年はビック・セイシャス（アメリカ）と組んだが、2年連続で準優勝に終わった。同選手権の男子シングルスでは、1949年から1952年の4年連続でベスト8に入り、1949年と1951年に準決勝まで進んだが、ウィンブルドンではとうとうシングルス決勝に進めなかった。
スタージェスは1952年に結婚した後、国際テニストーナメントの舞台から引退したが、故国の南アフリカではいくらかの国内試合に出場した。その後多数の海外試合に招待を受けたが、ほどなくして南アフリカ政府がアパルトヘイト政策を始めると、彼にも非難の目が向けられ、インドではある空港で「犬と南アフリカ人は入るべからず」のプラカードに遭遇したこともあった。彼の経営したスポーツショップも、ある朝強盗に侵入されたことから閉店を余儀なくされた。店を閉じた後、彼はゴルフで余生を楽しみ、シニアのハンディキャップ2まで上達するほどの熱中ぶりで、最晩年には「ゴルフに影響が出るから、もうテニスはやめたよ」と話していたという。波乱の多い人生を送った南アフリカの名選手エリック・スタージェスは、2004年1月14日にヨハネスブルクの自宅にて83歳で亡くなった。

## 主な成績
- 全豪選手権　男子シングルス・ベスト4／男子ダブルス・混合ダブルス準優勝：1950年　［唯一の出場］
- 全仏選手権　男子シングルス：準優勝2度（1947年・1951年）／男子ダブルス：1勝（1947年）／混合ダブルス：2勝（1947年・1949年）
- ウィンブルドン選手権　男子ダブルス：準優勝2度（1951年・1952年）／混合ダブルス：2勝（1949年・1950年）
- 全米選手権　男子シングルス：準優勝1度（1948年）／混合ダブルス：1勝（1949年）